# زنگار و استخوان
زنگار و استخوان (به فرانسوی: De rouille et d'os) (به انگلیسی: Rust and Bone) نام فیلمی است که در سال ۲۰۱۲ در کشورهای بلژیک و فرانسه و به کارگردانی ژاک اودیار و با بازی ماریون کوتیار و ماتیاس خونارتس تولید شده‌است. این فیلمنامه بر اساس داستان کوتاهی از کریگ دیویدسن با همین نام می‌باشد؛ که داستان زندگی یک مرد بیکار که عاشق یک مربی نهنگ می‌شود را به تصویر می‌کشد.

## بازیگران
- ماریون کوتیار درنقش Stéphanie
- ماتیاس خونارتس درنقش Ali
- Armand Verdure درنقش Sam
- کورین مازیرو درنقش Anna
- Céline Sallette درنقش Louise
- بولی لنر درنقش Martial
- Mourad Frarema درنقش Foued
- Jean-Michel Correia درنقش Richard
- Yannick Choirat درنقش Simon

## اکران
این فیلم در تاریخ ۱۷ می ۲۰۱۲ در جشنواره فیلم کن اکران شد؛ و در تاریخ ۲ نوامبر ۲۰۱۲ در انگلیس و ۲۳ نوامبر ۲۰۱۲ در آمریکا به نمایش درآمد.